# دو هوان
دو هوان أديب صيني ولد في مدينة تشانغآن خلال عهد أسرة تانغ، كان جنديا في الجيش الصيني تم أسره في معركة تالاس عام 751م،  مع اثنين من الفنانين هم فان شو وليو سي واثنين من النساجين هم لو وي ولو لي ، الف كتاب اسمه سجل الرحلات (Jingxingji) ذكر فيه  رحلته الطويلة عبر الدول العربية الا انه ضاع الكتاب بالكامل تقريبًا. يعد دو هوان من الصينيين الأوائل الذين قدموا اوصافا تفصيلية للعالمين العربي والاسلامي وظل مرجعا مهما لدى الصنيين